# Андрій Стратилат

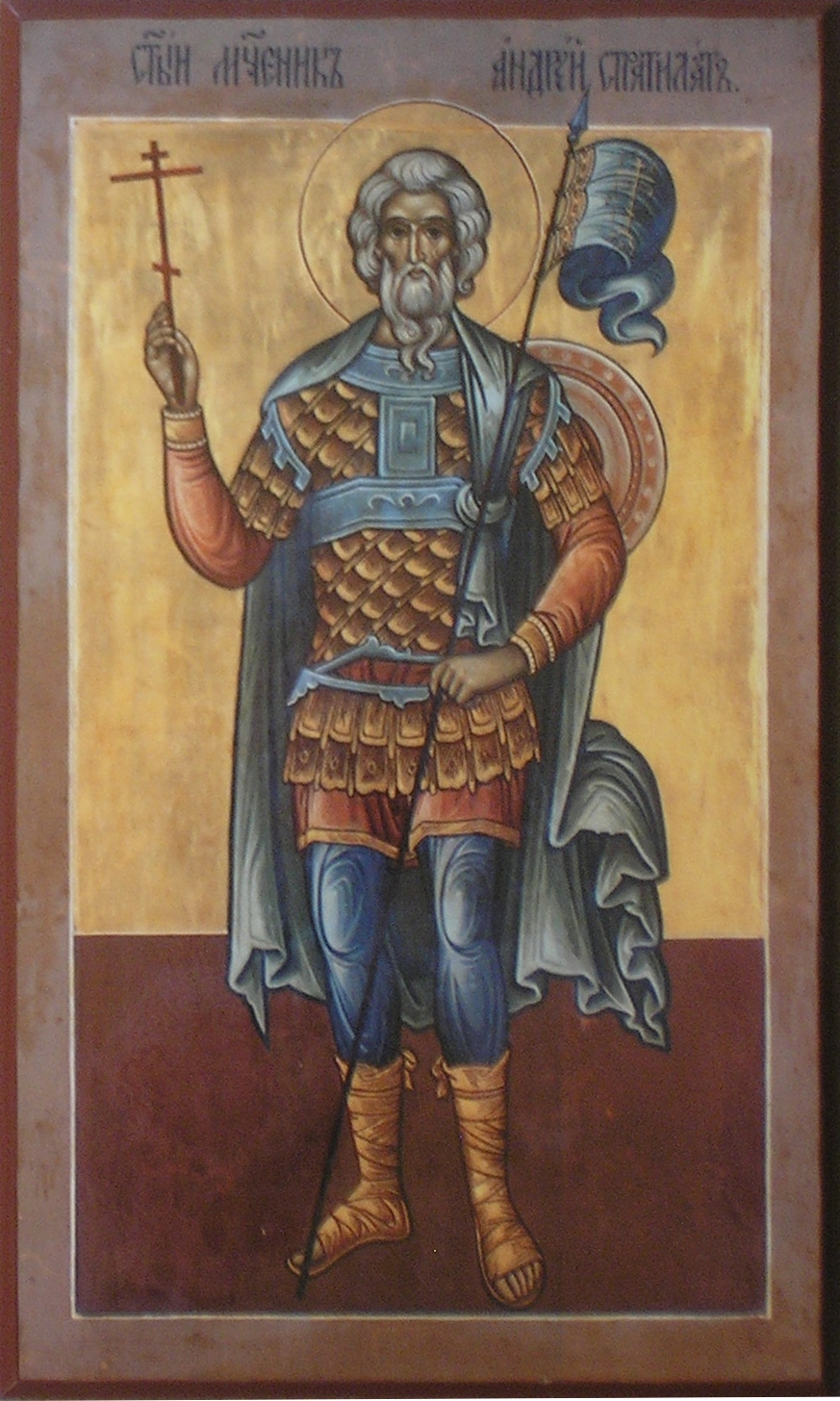
Святий Андрій Стратилат

Святий Андрій Стратилат (англ. Andrew Stratelates; 4 століття, † околиці м. Мелітин, Мала Вірменія) — ранньохристиянський святий, римський воїн, мученик. Пам'ять — 1 вересня
За правління імператора Максиміана служив у війську в Сирії хоробрий військовий трибун Андрій. Він не був хрещений, але потайки вірив у Христа. Під час війни з персами Андрій разом із військовою дружиною переміг ворога, призвавши на поміч ім'я Ісуса Христа. Вояки, побачивши, що їхня перемога сталася завдяки небесній допомозі, навернулися до Христової віри.
Коли Андрій повернувся з походу, його та декількох вояків-християн погани ув'язнили і жорстоко мучили. Імператор, боячись заворушень у війську, відпустив на волю відважних мужів. Разом зі своєю військовою дружиною Андрій прийняв св. Хрещення в місті Тарсі. Поблизу вірменського міста Мелітина ідолопоклонники зарубали вояків мечами. Загинули тоді мученицькою смертю 2 тисячі 593 особи.

## Джерело
- Рубрика Покуття. Календар і життя святих. (дозвіл отримано 9.01.2008)